# تاجر القهوة (رواية)
تاجر القهوة (بالإنجليزية:The Coffee Trader) هي رواية تاريخية كتبها ديفيد ليس، تدور أحداثها في أمستردام في القرن السابع عشر. تدور القصة حول أنشطة تاجر السلع ميغيل لينزو، وهو لاجئ يهودي من محاكم التفتيش البرتغالية. بعد أن تعافى من الدمار المالي القريب، شرع في مخطط لتجارة البن مع امرأة هولندية، ظل سراً لأن مجلس مجتمعه يحظر ذلك. يبحر ميغيل في الهياكل الاجتماعية لعالم الأعمال في أمستردام، وسياسات المجلس، ومؤامرات المنافسين الذين يجلبون هذا الاستيراد الجديد إلى أوروبا.
شخصية ميغيل لينزو هي العم الأكبر لبنيامين ويفر، بطل رواية ليس الأولى، مؤامرة الورق. تدور أحداث هذه الرواية قبل حوالي 60 عامًا، لكنها ليست مقدمة؛ كما ذكر ليس، ميغيل لينزو هو نوع مختلف تمامًا من الشخصيات عن ابن أخته الإنجليزي الذي لن يلتقي به أبدًا.
نُشر الكتاب مترجماً إلى الصينية والدانماركية والفرنسية والألمانية والعبرية والمجرية والإيطالية واليابانية والكورية والبولندية والروسية والإسبانية والبرتغالية والتركية.

## ملخص حبكة الرواية
عام 1659. يعاني ميغيل لينزو من مشاكل مالية نتيجة بعض التجارة في السكر التي سارت بشكل سيء. يلاحقه دائنوه ويبحث عن مخرج من مشاكله الحالية. يقنعه صديقه غيرترويد بالاستثمار في القهوة، وهي سلعة غير معروفة في أوروبا. بعد تجربة القهوة لنفسه في أحد المقاهي التركية، أصبح مقتنعاً بإمكانية وجود سوق للمشروبات في أوروبا. حيث يبتكر مخططاً للتلاعب بسعر القهوة عن طريق الشراء بأكبر قدر ممكن في العديد من البورصات في جميع أنحاء أوروبا في وقت واحد. حصل ميغيل على جيرترود في مقدمة المال للمشتريات الأولية، وقام بالترتيب لمعظم الصفقات الأجنبية، وطلب 90 برميلًا من القهوة من خلال وسيط في أمستردام يُدعى أشعياء نونيس.
في هذه الأثناء، يعيش ميغيل مع شقيقه الأصغر دانيال وزوجته الشابة هانا الحامل. يدين ميغيل بأموال لدانيال وكذلك لدائنين آخرين، لكن مخطط القهوة الخاص به سيستغرق شهورًا لسداده، وهو على وشك خسارة المزيد من الأموال في بعض الاستثمارات السيئة في عقد آجل للبراندي. يقترب منه عدوه القديم سولومون باريدو بمبادرات صداقة وعرض لربط ميغيل بمشتري لعقود البراندي الآجلة. على الرغم من شكوكه، يمضي ميغيل في التجارة، فقط ليرى سعر البراندي يرتفع قبل إغلاق التداول. في حين أن التجارة خففت من خسائر ميغيل المحتملة، فقد كلفته أموالًا كان من الممكن أن يكسبها إذا احتفظ بها. بناءً على نصيحة ألونزو ألفيروندا، يستطيع ميغيل جني أرباح كبيرة من العقود الآجلة لزيت الحوت، والتي تكلف باريدو بشكل كبير وتمكن ميغيل من سداد العديد من ديونه واستعادة بعض مكانتهم في المجتمع.
يتبع العديد من المؤامرات. يجد ميغيل جاذبية متبادلة مع أخت زوجته هانا. استحوذ باريدو على اهتمام ميغيل بالقهوة، ويبدو أن لديه اهتمامات خاصة بالقهوة. يستخدم باريدو نفوذه مع المجلس اليهودي الحاكم المعتمد لتوجيه اللوم إلى ميغيل. يتلقى ميغيل تهديدات من الدائنين الذين لا يزالون ينتظرون الدفع، حتى وهو ينتظر الدفع مقابل أرباحه في تجارة زيت الحوت. بدأ الشكوك حول مصداقية جيرترود وأخذ بعض أموال استثمار القهوة لدفع بعض دائنيه. توترت علاقة ميغيل ودانيال بسبب العديد من هذه الأحداث.
عندما تصل شحنة قهوة نونيس إلى أمستردام، يبدو أن نونيس قد وعد بها كل من باريدو و ميغيل لينزو. يضع باريدو و لينزو رهاناً على السعر النهائي للقهوة لليوم، ويحاول كلاهما التلاعب بالسعر لصالحهما. يفوز ميغيل بالرهان ومبلغ كبير، لكنه يخون جيرترود في هذه العملية، معتقداً أن جيرترود كان جاسوس باريدو. قام بسداد استثمارها الأولي، لكنه استبعدها من الأرباح التي كانت تتوقعها.
تخدع هانا دانيال بإخباره أن طفلهما هو في الواقع طفل ميغيل، وإلى جانب إفلاسه أخبرها دانيال أنه سيغادر المدينة وسيمنحها الطلاق. تذهب إلى منزل ميغيل ويخططون للزواج. حيث يعلم ميغيل أن غيرترويد كان يعمل لصالح ألفيروندا وليس باريدو. إنه يحاول بعد فوات الأوان أن يكفر. تغادر غيرترويد المدينة مع رفيقها هندريك، ولكن ليس قبل أن يتفوق هندريك على صديق ميغيل في وقت ما يواكيم انتقاما لخيانة ميغيل. ميجيل وحنة لديهما ابن هو صموئيل، ولاحقاً ولد آخر. مستقبله المزدهر يكمن الآن بشكل آمن في تجارة البن.

## نقد الرواية
حازت الرواية على تقدير الكثير من النقاد خاصةً بسبب عمقها التاريخي وذكر ثلاثة صفحات خاصة بالمراجع في نهاية الرواية، على عكس البعض الأخر الذي نقد تعقيد الحبكة في الرواية وتتطلب ملخصات لكي يستطيع القارئ متابعة الأحداث.